# AOA (Band)
AOA (koreanisch 에이오에이; Abkürzung für Ace of Angels) ist eine dreiköpfige südkoreanische Girlgroup der dritten K-Pop-Generation, die 2012 von FNC Entertainment gegründet wurde. Die Gruppe debütierte offiziell am 30. Juli 2012 mit der Single Elvis und dem Single-Album Angels’ Story. Der Fanclub-Name von AOA lautet „Elvis“.
Ursprünglich hatte AOA acht Mitglieder. Youkyung verließ die Gruppe 2016, Choa 2017, Mina 2019, Jimin 2020 und Yuna 2021.

## Geschichte

### 2012: Debüt mitElvis
Mitte Juli 2012 stellte FNC Entertainment alle acht Mitglieder anhand von Teaser-Fotos der Öffentlichkeit vor.
AOA trat anfangs mit zwei verschiedenen Konzepten auf; als normale Gruppe mit Choreografien oder als Band mit Instrumenten. FNC Entertainment erklärte dazu, dass sieben der Mitglieder Engel seien (Choa, Jimin, Yuna, Hyeyeong, Mina, Seolhyun und Chanmi). Youkyung hingegen sei halb Engel, halb Mensch und würde daher nur dabei sein, wenn die Gruppe als Band auftrete. Um das Konzept zu vervollständigen, hat jedes Mitglied neben dem normalen Bühnennamen auch einen „Engel-Namen“.
AOA debütierten offiziell am 30. Juli mit der Single Elvis und dem Single-Album Angels’ Story. Das Musikvideo zu Elvis erschien neben der Version mit allen 8 Mitgliedern auch als Band-Version mit fünf Mitgliedern.
Am 10. Oktober erschien das zweite Single-Album Wanna Be zusammen mit der Single Get Out.

### 2013–2014:Moya,MiniskirtundLike a Cat
Am 26. Juli 2013 veröffentlichte AOA Black das Single-Album Moya zusammen mit der gleichnamigen Single.
Am 14. Oktober erschien das vierte Single-Album Red Motion zusammen mit der Single Confused. Das Musikvideo zu Confused war bereits am 9. Oktober veröffentlicht worden. Die Texte zu den beiden Titeln auf dem Album wurden von Jimin mit geschrieben.
Am 16. Januar 2014 erschien das fünfte Single-Album Miniskirt zusammen mit der gleichnamigen Single. Mit Miniskirt konnte die Gruppe zum ersten Mal einen Sieg bei einer Musikshow erzielen.
Am 19. Juni erschien mit Short Hair AOAs erstes Mini-Album. Das Musikvideo zur gleichnamigen Single gelangte im Juni auf Platz 6 der Billboard-Liste „Most Viewed K-pop Videos Around the World“.
Im Oktober erschien die japanische Version von Miniskirt und konnte dort Platz 13 der Oricon-Charts erreichen.
Am 11. November erschien das zweite Mini-Album Like a Cat zusammen mit der gleichnamigen Single.

### 2015–2016:Heart Attack, AOA Cream und Youkyungs Ausstieg

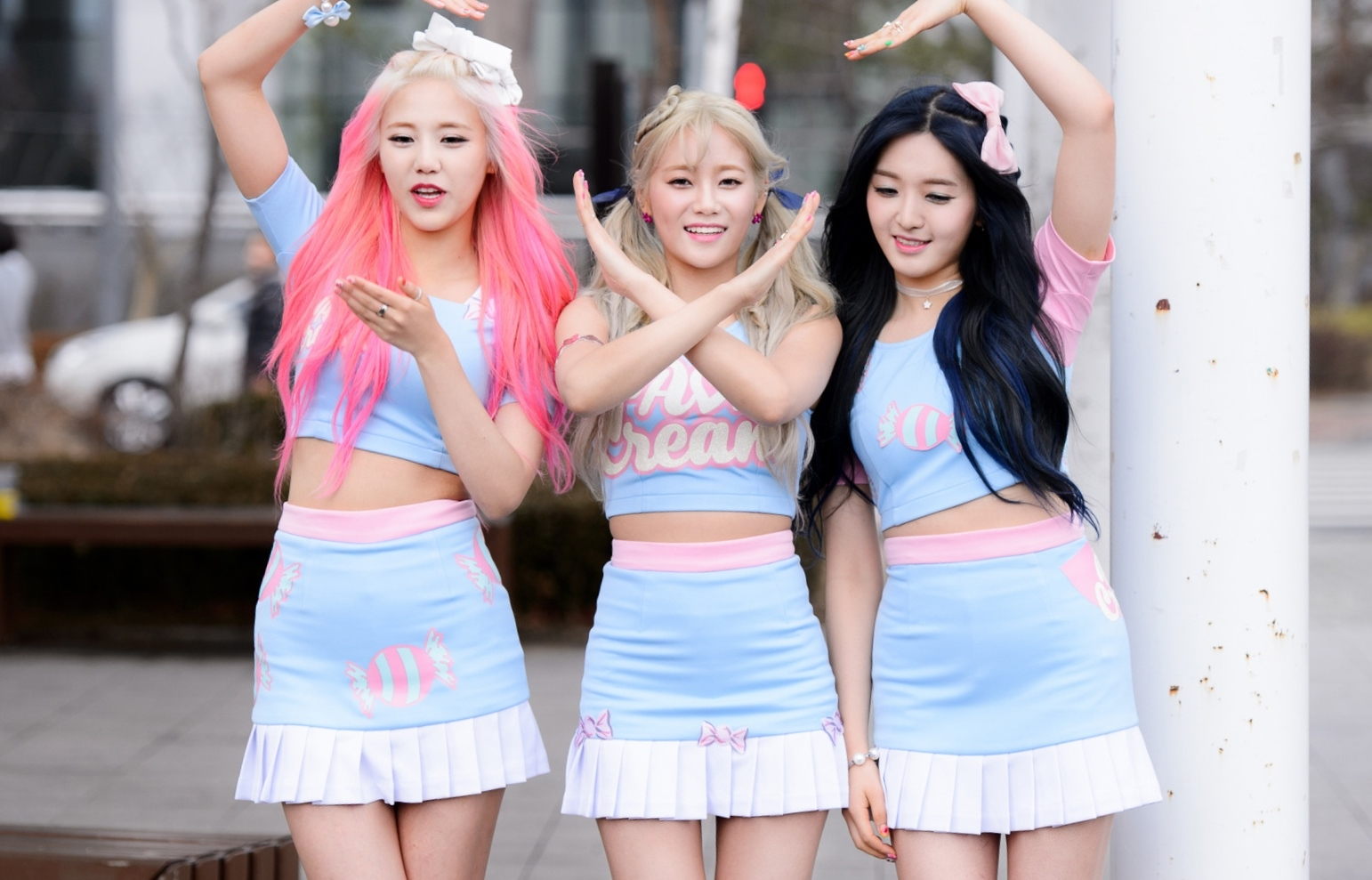
AOA Cream bei einem Fanmeeting 2016

Am 25. Februar 2015 wurde die japanische Version von Like a Cat veröffentlicht.
Am 22. Juni erschien AOAs drittes Mini-Album Heart Attack zusammen mit der gleichnamigen Single.
Im August wurde bekannt gegeben, dass AOA ihr erstes Studioalbum in Japan veröffentlichen würden. Das Album mit dem Namen Ace of Angels erschien am 14. Oktober und schaffte es auf Platz 2 der Oricon Album Charts.
Anfang Januar 2016 wurde bekannt gegeben, das AOA sich auf ihr Comeback vorbereiten und noch im ersten Halbjahr ein neues Album veröffentlichen werden. Weiterhin hieß es, dass auch AOA Black neue Lieder veröffentlichen werden. Ende Januar gab FNC Entertainment bekannt, dass Yuna, Hyejeong und Chanmi eine neue Untergruppe bilden und schon im Februar eine Single veröffentlichen werden. Die Single I’m Jelly Baby erschien am 12. Februar unter dem Namen AOA Cream.
Am 16. Mai erschien AOAs viertes Mini-Album Good Luck zusammen mit der gleichnamigen Single.
Am 15. Oktober gab FNC Entertainment bekannt, dass Youkyung die Gruppe und die Agentur verlassen hatte, nachdem ihr Vertrag ausgelaufen und nicht verlängert wurde. Trotz ihres Ausstiegs würde sie aber weiterhin als Gastmusikerin für AOA Black zur Verfügung stehen.
Am 30. November erschien Runway, AOAs zweites Studioalbum in Japan.

### 2017–heute:Angel’s Knockund Choas/Minas/Jimins/Yunas Ausstieg
Am 2. Januar 2017 erschien das erste koreanische Studioalbum der Gruppe mit dem Namen Angel’s Knock. Zeitgleich erschienen gleich zwei Singles, Excuse Me und Bing Bing.
Am 22. Juni gab Choa ihren Ausstieg aus der Gruppe bekannt. FNC Entertainment dementierte ihren Ausstieg zuerst, bestätigte ihn aber dann doch am 30. Juni.
Am 11. Mai 2018 wurde bekannt gegeben, dass AOA am 28. Mai zum ersten Mal als sechsköpfige Gruppe zurückkehren werden. Am 28. Mai veröffentlichten AOA ihr fünftes Mini-Album Bingle Bangle zusammen mit der gleichnamigen Single.
Am 13. Mai 2019 wurde bekannt gegeben, dass Mina AOA und FNC Entertainment nach Ablauf ihres Vertrags verlassen werde. Die verbliebenen fünf Mitglieder der Gruppe haben ihre Verträge bei der Agentur verlängert.
Am 4. Juli 2020 verließ Jimin die Gruppe im Zuge einer Kontroverse von Mobbingvorwürfen des Ex-Mitglieds Mina gegen Jimin.
Am 1. Januar 2021 lief Yunas Vertrag bei FNC Entertainment aus und sie beschloss, nicht zu verlängern. Mit ihrer Trennung von FNC Entertainment verließ sie auch AOA.

## Mitglieder
| Bild (2016)          | Name          | Name als Engel | Geburtsname           | Geburtstag (Alter)      | Geburtsort | Position                                 |
| -------------------- | ------------- | -------------- | --------------------- | ----------------------- | ---------- | ---------------------------------------- |
|                      | Hyejeong 혜정 | Hyejeong.Linus | Shin Hye-jeong 신혜정 | 10. August 1993 (31)    | Seoul      | Lead Vocal, Lead Dance                   |
|                      | Seolhyun 설현 | Seolhyunari    | Kim Seol-hyun 김설현  | 3. Januar 1995 (30)     | Bucheon    | Vocal, Lead Dance                        |
|                      | Chanmi 찬미   | Chanmi T.T     | Kim Chan-mi a 김찬미  | 19. Juni 1996 (29)      | Gumi       | Vocal, Main Dance, Lead Rap              |
| Ehemalige Mitglieder |               |                |                       |                         |            |                                          |
|                      | Yuna 유나     | Yunaria        | Seo Yu-na 서유나      | 30. Dezember 1992 (32)  | Busan      | Main Vocal, Keyboards                    |
|                      | Jimin 지민    | Jiminel        | Shin Ji-min (신지민)  | 8. Januar 1991 (34)     | Seoul      | Team leader Vocal, Main Rap, Lead Guitar |
|                      | Choah 초아    | Choaya         | Park Cho-ah 박초아    | 6. März 1990 (35)       | Incheon    | Main Vocal, Rhythm Guitar                |
|                      | Mina 민아     | Minaring       | Kwon Min-a 권민아     | 21. September 1993 (31) | Busan      | Vocal, Lead Rap, Bass                    |
|                      | Youkyung 유경 | Y              | Seo You-kyung 서유경  | 15. März 1993 (32)      | Seoul      | Drums                                    |

### Untergruppen
- AOA Black: Choa, Jimin, Yuna, Youkyung, Mina
- AOA White: Hyejeong, Seolhyun, Chanmi (noch kein offizielles Debüt)
- AOA Cream: Yuna, Hyejeong, Chanmi

## Diskografie

### Studioalben
| Jahr                       | Titel Musiklabel                                    | Höchstplatzierung, Gesamtwochen, AuszeichnungChartplatzierungen (Jahr, Titel, Musiklabel, Platzierungen, Wochen, Auszeichnungen, Anmerkungen) | Höchstplatzierung, Gesamtwochen, AuszeichnungChartplatzierungen (Jahr, Titel, Musiklabel, Platzierungen, Wochen, Auszeichnungen, Anmerkungen) | Anmerkungen                                             |
| Jahr                       | Titel Musiklabel                                    | KR | JP | Anmerkungen                                             |
| -------------------------- | --------------------------------------------------- | --- | --- | ------------------------------------------------------- |
| Südkoreanische Studioalben |                                                     | | |                                                         |
|                            |                                                     | | |                                                         |
| 2017                       | Angel’s Knock FNC Entertainment, LOEN Entertainment | KR3 (10 Wo.)KR | — | Erstveröffentlichung: 2. Januar 2017 Verkäufe: + 35.013 |
| Japanische Studioalben     |                                                     | | |                                                         |
|                            |                                                     | | |                                                         |
| 2015                       | Ace of Angels Universal Music                       | — | JP2 (6 Wo.)JP | Erstveröffentlichung: 14. Oktober 2015                  |
| 2016                       | Runway Universal Music                              | — | JP5 (5 Wo.)JP | Erstveröffentlichung: 30. November 2016                 |

### EPs
| Jahr               | Titel                                                     | Höchstplatzierung, Gesamtwochen, AuszeichnungChartplatzierungen (Jahr, Titel, Platzierungen, Wochen, Auszeichnungen, Anmerkungen) | Höchstplatzierung, Gesamtwochen, AuszeichnungChartplatzierungen (Jahr, Titel, Platzierungen, Wochen, Auszeichnungen, Anmerkungen) | Anmerkungen                                                |
| Jahr               | Titel                                                     | KR | JP | Anmerkungen                                                |
| ------------------ | --------------------------------------------------------- | --- | --- | ---------------------------------------------------------- |
| Südkoreanische EPs |                                                           | | |                                                            |
|                    |                                                           | | |                                                            |
| 2014               | Short Hair FNC Entertainment, Stone Music Entertainment   | KR4 (29 Wo.)KR | — | Erstveröffentlichung: 19. Juni 2014 Verkäufe: + 14.869     |
| 2014               | Like a Cat FNC Entertainment, Stone Music Entertainment   | KR3 (54 Wo.)KR | — | Erstveröffentlichung: 11. November 2014 Verkäufe: + 26.483 |
| 2015               | Heart Attack FNC Entertainment, Stone Music Entertainment | KR2 (45 Wo.)KR | — | Erstveröffentlichung: 22. Juni 2015 Verkäufe: + 46.661     |
| 2016               | Good Luck FNC Entertainment, LOEN Entertainment           | KR2 (3 Wo.)KR | JP48 (1 Wo.)JP | Erstveröffentlichung: 16. Mai 2016 Verkäufe: + 40.282      |
| 2018               | Bingle Bangle FNC Entertainment, Kakao M                  | KR3 (5 Wo.)KR | — | Erstveröffentlichung: 28. Mai 2018 Verkäufe: + 21.872      |
| 2019               | New Moon FNC Entertainment, Kakao M                       | KR3 (6 Wo.)KR | — | Erstveröffentlichung: 26. November 2019                    |

### Singles
| Jahr                   | Titel Album                              | Höchstplatzierung, Gesamtwochen, AuszeichnungChartplatzierungen (Jahr, Titel, Album, Platzierungen, Wochen, Auszeichnungen, Anmerkungen) | Höchstplatzierung, Gesamtwochen, AuszeichnungChartplatzierungen (Jahr, Titel, Album, Platzierungen, Wochen, Auszeichnungen, Anmerkungen) | Anmerkungen                                                   |
| Jahr                   | Titel Album                              | KR | JP | Anmerkungen                                                   |
| ---------------------- | ---------------------------------------- | --- | --- | ------------------------------------------------------------- |
| Südkoreanische Singles |                                          | | |                                                               |
|                        |                                          | | |                                                               |
| 2012                   | Elvis Angels’ Story                      | KR69 (1 Wo.)KR | — | Erstveröffentlichung: 2012                                    |
| 2012                   | Get Out Wanna Be                         | KR77 (1 Wo.)KR | — | Erstveröffentlichung: 2012                                    |
| 2013                   | Confused (흔들려) Red Motion             | KR40 (3 Wo.)KR | — | Erstveröffentlichung: 2013                                    |
| 2014                   | Miniskirt (짧은치마) Miniskirt           | KR11 (31 Wo.)KR | — | Erstveröffentlichung: 2014                                    |
| 2014                   | Short Hair (단발머리) Short Hair         | KR5 (14 Wo.)KR | — | Erstveröffentlichung: 2014                                    |
| 2014                   | Like a Cat (사뿐사뿐) Like a Cat         | KR5 (7 Wo.)KR | — | Erstveröffentlichung: 2014                                    |
| 2015                   | Heart Attack (심쿵해) Heart Attack       | KR2 (41 Wo.)KR | — | Erstveröffentlichung: 2015                                    |
| 2016                   | Good Luck                                | KR2 (13 Wo.)KR | — | Erstveröffentlichung: 2016                                    |
| 2017                   | Excuse Me Angel’s Knock                  | KR22 (18 Wo.)KR | — | Erstveröffentlichung: 2017                                    |
| 2017                   | Bing Bing (빙빙) Angel’s Knock           | KR47 (3 Wo.)KR | — | Erstveröffentlichung: 2017                                    |
| 2018                   | Bingle Bangle (빙글뱅글) Bingle Bangle   | KR4 (18 Wo.)KR | — | Erstveröffentlichung: 2018                                    |
| 2019                   | Sorry Queendom Final Comeback / New Moon | — | — | Erstveröffentlichung: 2019                                    |
| 2019                   | Come See Me (날 보러 와요) New Moon      | KR51 (10 Wo.)KR | — | Erstveröffentlichung: 2019                                    |
| Japanische Singles     |                                          | | |                                                               |
|                        |                                          | | |                                                               |
| 2014                   | Miniskirt (날 보러 와요) Ace of Angels   | — | JP13 (7 Wo.)JP | Erstveröffentlichung: 1. Oktober 2014                         |
| 2015                   | Like a Cat Ace of Angels                 | — | JP4 (5 Wo.)JP | Erstveröffentlichung: 25. Februar 2015                        |
| 2015                   | Heart Attack (胸キュン) Ace of Angels    | — | JP6 (4 Wo.)JP | Erstveröffentlichung: 29. Juli 2015                           |
| 2016                   | Give Me the Love Runway                  | — | JP3 (5 Wo.)JP | Erstveröffentlichung: 20. April 2016 feat. Takanori Nishikawa |
| 2016                   | Good Luck Runway                         | — | JP3 (3 Wo.)JP | Erstveröffentlichung: 3. August 2016                          |

## Auszeichnungen

### Preisverleihungen
AOAs Erfolge bei Preisverleihungen
| Jahr | Award                        | Kategorie                   | Für          |
| ---- | ---------------------------- | --------------------------- | ------------ |
| 2014 | SBS MTV The Show             | Best of Rising Star Award   | AOA          |
| 2015 | Gaon Chart Music Awards      | Hot Performance of the Year | AOA          |
| 2015 | SBS Gayo Daejeon             | Best Promoter Award         | AOA          |
| 2015 | Golden Disc Awards           | Digital Single Bonsang      | Miniskirt    |
| 2015 | Seoul Music Awards           | Bonsang                     | Miniskirt    |
| 2016 | Asia Artist Awards           | Best Celebrity Award        | AOA          |
| 2016 | Golden Disc Awards           | Digital Single Bonsang      | Heart Attack |
| 2016 | Gaon Chart Music Awards      | World Rookie Award          | AOA          |
| 2018 | Soribada Best K-Music Awards | Bonsang Award               | AOA          |
| 2018 | Asia Artist Awards           | Asia Brilliant Award        | AOA          |

### Musikshows
AOAs Siege bei Musikshows
| Jahr | Datum      | Titel     |
| ---- | ---------- | --------- |
| 2014 | 9. Februar | Miniskirt |

| Jahr | Datum      | Titel     |
| ---- | ---------- | --------- |
| 2017 | 2. Februar | Excuse Me |

| Jahr | Datum        | Titel        |
| ---- | ------------ | ------------ |
| 2014 | 19. November | Like a Cat   |
| 2015 | 1. Juli      | Heart Attack |
| 2016 | 25. Mai      | Good Luck    |
| 2017 | 18. Januar   | Excuse Me    |
| 2017 | 25. Januar   | Excuse Me    |

| Jahr | Datum   | Titel        |
| ---- | ------- | ------------ |
| 2015 | 4. Juli | Heart Attack |

| Jahr | Datum   | Titel        |
| ---- | ------- | ------------ |
| 2015 | 7. Juli | Heart Attack |
| 2016 | 24. Mai | Good Luck    |